# Јесења изложба УЛУС-а (2009)
Јесења изложба УЛУС-а (2009) одржала се у периоду од 7. до 27. октобра 2009. године, у галеријском простору Удружења ликовних уметника Србије, односно у Уметничком павиљону "Цвијета Зузорић". Уредница каталога и организаторка ове изложбе, била је Наталија Церовић.

## Уметнички савет УЛУС-а
- Градимир Рајковић
- Весна Голубовић
- Данкица Петровска
- Станка Тодоровић
- Предраг Лојаница
- Жељка Момиров
- Исидора Фићовић
- Мирослав Савић

## Излагачи
1. Славомир Анђелић
2. Мира Антонијевић
3. Ђорђе Арнаут
4. Бошко Атанацковић
5. Александра Ацић
6. Даница Баста
7. Жарко Бјелица
8. Љиљана Блажеска
9. Марија Бојовић
10. Ненад Бурнић
11. Габриела Васић
12. Драган Васић
13. Владимир Влајић
14. Никола Вукосављевић
15. Иван Видановић
16. Љубомир Вучинић
17. Сузана Вучковић
18. Шемса Гавранкапетановић
19. Петар Гајић
20. Оливера Гаврић Павић
21. Иван Грачнер
22. Габриел Глид
23. Вјера Дамјановић
24. Лука Дедић
25. Маја Дедић Марион
26. Небојша Деспотовић
27. Драган Димић
28. Зоран Ђорђевић
29. Петар Ђуза
30. Предраг Ђукић
31. Селма Ђулизаревић
32. Александар Ђурић
33. Урош Ђурић
34. Оливера Инђић
35. Илија Илић
36. Ивана Живић Јерковић
37. Небојша Здравковић
38. Зоран Јовановић Добротин
39. Драгана Јовчић
40. Јелена Каришик
41. Бранимир Карановић
42. Родољуб Карановић
43. Ивана Кнежевић
44. Драгана Кнежевић
45. Предраг Кочовић
46. Мирјана Крстевска
47. Бранка Кузмановић
48. Слободан Кузмановић
49. Владимир Лалић
50. Предраг Лојаница
51. Светислав Лудошки
52. Ранка Лучић Јанковић
53. Радиша Луцић
54. Ана Машић
55. Милена Максимовић Ковачевић
56. Милан Маринковић Циле
57. Срђан Ђиле Марковић
58. Весна Марковић
59. Весна Мартиновић Маровић
60. Владан Мартиновић
61. Миланко Мандић
62. Душан Микоњић
63. Слободан Ера Миливојевић
64. Весна Милуновић
65. Жарко Милијашевић
66. Предраг Милићевић Барбериен
67. Лепосава Милошевић Сибиновић
68. Биљана Миљковић
69. Тодор Митровић
70. Лидија Мићовић
71. Љиљана Мићовић
72. Данијела Младеновић
73. Миодраг Млађовић
74. Јелена Меркур
75. Жељка Момиров
76. Љубица Николић
77. Елизабета Новак
78. Бела Олах
79. Александра Остић
80. Бојан Оташевић
81. Нивес Павловић Вуковић
82. Весна Пантелић
83. Зоран Пантелић
84. Иван Павић
85. Јосипа Пашћан
86. Саво Пековић
87. Живомир Поповић
88. Ана Почуча
89. Ставрос Поптсис
90. Срђан Радојковић
91. Љубица Буба Радовић
92. Владимир Рашић
93. Симонида Радоњић
94. Бојан Радојчић
95. Горан Ракић
96. Балша Рајчевић
97. Кристина Ристић
98. Владимир Ристивојевић
99. Михаило Ристић
100. Јасмина Руњо
101. Драгана Станаћев Пуача
102. Драгољуб Чиви Станковић
103. Никола Станковић
104. Нина Станковић
105. Миодраг Станковић
106. Вера Станарчевић
107. Радомир Станчић
108. Вера Стевановић
109. Драгана Стевановић
110. Милица Стојшин
111. Добри Стојановић
112. Љиљана Стојановић
113. Марина Стојановић
114. Саша Стојановић
115. Јелена Трајковић
116. Зоран Тодовић
117. Нина Тодоровић
118. Ана Церовић
119. Ђорђије Црнчевић
120. Предраг Ћирић
121. Тијана Фишић
122. Ивана Флегар
123. Сава Халугин
124. Јелена Шалинић Терзић
125. Миле Шаула
126. Иван Шулетић
127. Борис Зечевић